# Procesy archiwotwórcze
Procesy archiwotwórcze - ogół działań prowadzących do powstania zespołów archiwalnych, czyli dokumentów o trwałej wartości historycznej. Obejmują one zarówno tworzenie dokumentów, jak i ich selekcję, ocenę, porządkowanie i przekazywanie do archiwum. 
Obejmują one dwa główne etapy:
1. Proces aktotwórczy: Dotyczy tworzenia dokumentów (akt) w ramach działalności instytucji, prowadzący do ukształtowania registratury[1][2].
2. Proces archiwizacji: Polega na przekształcaniu registratury w zespół archiwalny poprzez działania archiwum, takie jak zabezpieczanie, porządkowanie i udostępnianie materiałów archiwalnych[1][2].

Badaniem procesów archiwotwórczych zajmuje się dziedzina nauki zwana archiwistyką.